# Yamakawa Futaba

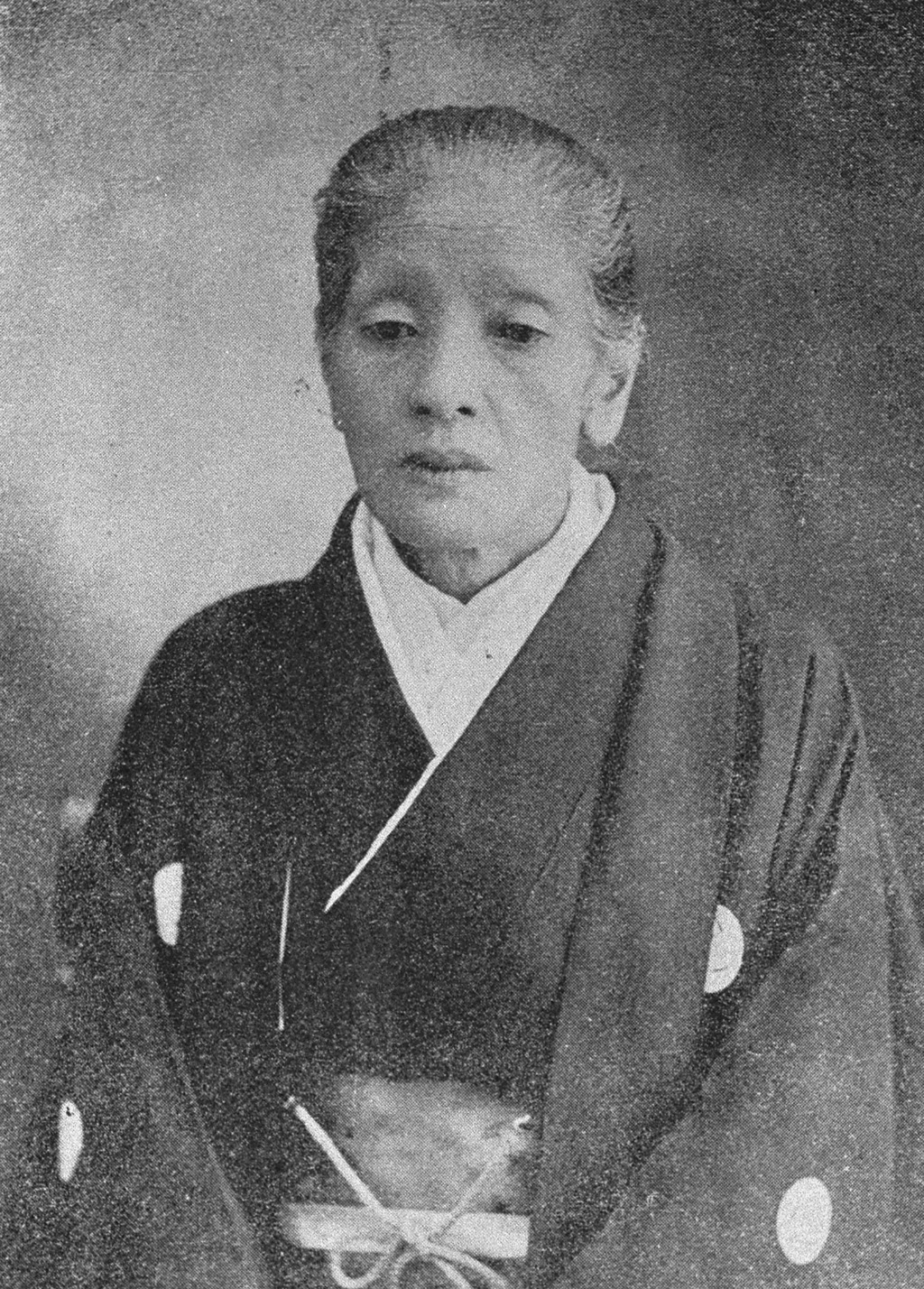
Yamakawa Futaba in späteren Jahren

Yamakawa Futaba (japanisch 山川 二葉; * 30. September 1844 in Aizu; † 14. November 1909 in Akasaka, Tokio) war eine Schulleiterin und Lehrerin in der Meiji-Zeit.
Yamakawa war die Tochter von Shigekata (重固), einem Karō des Fürsten von Aizu, und seiner Frau Tōi aus einer anderen Karō-Familie, den Saigō (西郷). Sie hatte fünf jüngere Geschwister: drei Schwestern namens Misao, Tokiwa und Sakiko (1860–1919) sowie zwei Brüder namens Hiroshi (浩, 1845–1898) und Kenjirō (健次郎, 1854–1931). Yamakawa heiratete Kajiwara Heima, ein weiterer Karō aus Aizu, und hatte einen Sohn namens Kagekiyo. Nach einer Scheidung kehrte sie mit ihrem Sohn in den Yamakawa-Haushalt zurück. Sie kämpfte als eine so genannte Onna-musha und überlebte die Belagerung der Burg Aizu-Wakamatsu im Boshin-Krieg, die vom 6. Oktober 1868 (Keiō 4/8/23) bis zur Kapitulation des Aizu-Klans unter Matsudaira Katamori am 6. November (Keiō 4/9/22) andauerte.
1877 begann sie eine Arbeit als Schlafsaalmanagerin an der Tōkyō Joshi Kōtō Shihan Gakkō (東京女子高等師範学校, „Höhere Normalschule für Frauen in Tokio“), dem Vorläufer der Frauenuniversität Ochanomizu, unter Takamine Hideo, der ebenfalls aus Aizu stammte. 1890 wurde sie Leiterin der Schule, wo sie ab 1892 auch als Lehrerin arbeitete. Für ihre Arbeit im Bildungsbereich wurde sie 1903 mit dem fünften Rang eines hohen Beamten Kotokan ausgezeichnet und erhielt den Titel Jūgoi (従五位上). Nach 28 Jahren trat sie in den Ruhestand ein. Sie starb am 14. November 1909 im Stadtteil Akasaka in Tokio.